# Pietro Locatelli
Pietro Antonio Locatelli (ur. 3 września 1695 w Bergamo, zm. 30 marca 1764 w Amsterdamie) – włoski kompozytor barokowy, wirtuoz skrzypiec.
Jako dziecko studiował grę na skrzypcach w Rzymie pod kierunkiem Corellego. W 1729 przeniósł się do Amsterdamu, gdzie pozostał do końca życia. Był wirtuozem gry na skrzypcach – niektóre napisane przez niego utwory miały tak wielki stopień trudności, że w jego epoce praktycznie tylko on sam był je w stanie wykonać.

## Wybrane dzieła
- Op. 1 – 12 Concerti grossi (Amsterdam 1721)
- Op. 2 – 12 sonat na flet, wiolonczelę i basso continuo (Amsterdam 1732)
- Op. 3 – 12 koncertów L’arte del Violino, o dużym poziomie trudności. Dzieła te zawierają dodatkowe części na skrzypce solo, tzw. kaprysy, co w baroku jest wyjątkiem.
- Op. 4 – 6 Introduttione Teatrali i 6 Concerti (Amsterdam 1735)
- Op. 6 – 12 sonat skrzypcowych (Amsterdam 1737)
- Op. 7 – 6 Concerti a quattro (Lejda 1741)
- Op. 8 – 6 sonat skrzypcowych i 4 Sonate da camera (Amsterdam 1744) na skrzypce, wiolonczelę i basso continuo
- Op. 9 – 6 Concerti a quattro (Amsterdam 1762)

## Pliki dźwiękowe
- W przypadku problemów z odtwarzaniem zobacz instrukcję obsługi